# Copa Mundial de Fútbol Americano
La Copa Mundial de Fútbol Americano es un torneo internacional organizado por la IFAF que se disputa cada cuatro años desde 1999 para proclamar un campeón mundial de fútbol americano, a nivel de selecciones nacionales.
Como dato curioso, destaca que Estados Unidos no presentó equipo en ninguna de las dos primeras ediciones, pero venció en su primera participación, en la tercera edición. Actualmente es la selección más veces campeona seguida por Japón.
La edición de 2011 marcó el debut de Canadá en copas del mundo de la especialidad.

## Historial
Como único antecedente de esta competición oficial, se había disputado en 1948 el 1.er. Campeonato Internacional de Fútbol Americano de Aficionados en California, con la participación de Estados Unidos, Canadá, México y Hawái
| Año           | Sede           |                                         | Campeón                                 | Final Resultado                         | Segundo lugar                           |                                         | Tercer lugar                            | Resultado                               | Cuarto lugar |
| 1999 Detalles | Italia         | Japón                                   | 6-0 (TE)                                | México                                  | Suecia                                  | 38-13                                   | Italia                                  |                                         |              |
| 2003 Detalles | Alemania       | Japón                                   | 34-14                                   | México                                  | Alemania                                | 36-7                                    | Francia                                 |                                         |              |
| 2007 Detalles | Japón          | Estados Unidos                          | 23-20 (TE)                              | Japón                                   | Alemania                                | 7-0                                     | Suecia                                  |                                         |              |
| 2011 Detalles | Austria        | Estados Unidos                          | 50-7                                    | Canadá                                  | Japón                                   | 17-14                                   | México                                  |                                         |              |
| 2015 Detalles | Estados Unidos | Estados Unidos                          | 59-12                                   | Japón                                   | México                                  | 20-7                                    | Francia                                 |                                         |              |
| 2019 Detalles | Australia      | No celebrado por falta de participantes | No celebrado por falta de participantes | No celebrado por falta de participantes | No celebrado por falta de participantes | No celebrado por falta de participantes | No celebrado por falta de participantes | No celebrado por falta de participantes |              |
| 2025 Detalles | Alemania       |                                         |                                         |                                         |                                         |                                         |                                         |                                         |              |

### Posiciones
| Equipo         | 1999 6 | 2003 4 | 2007 6 | 2011 8 | 2015 8 |
| -------------- | ------ | ------ | ------ | ------ | ------ |
| Alemania       | -      | 3º     | 3º     | 5º     | -      |
| Australia      | 5º     | -      | -      | 8º     | 5°     |
| Austria        | -      | -      | -      | 7º     | -      |
| Canadá         | -      | -      | -      | 2º     | -      |
| Corea del Sur  | -      | -      | 5º     | -      | 6°     |
| Estados Unidos | -      | -      | 1º     | 1º     | 1°     |
| Finlandia      | 6º     | -      | -      | -      | -      |
| Francia        | -      | 4º     | 6º     | 6º     | 4°     |
| Italia         | 4º     | -      | -      | -      | -      |
| Japón          | 1º     | 1º     | 2º     | 3º     | 2°     |
| México         | 2º     | 2º     | -      | 4º     | 3º     |
| Suecia         | 3º     | -      | 4º     | -      | -      |
| Brasil         | -      | -      | -      | -      | 7°     |

### Rankings
| Posición | Equipo         | Campeón              | Subcampeón     | Tercero        | Cuarto         |
| -------- | -------------- | -------------------- | -------------- | -------------- | -------------- |
| 1º       | Estados Unidos | 3 (2007, 2011, 2015) | -              | -              | -              |
| 2º       | Japón          | 2 (1999, 2003)       | 2 (2007, 2015) | 1 (2011)       | -              |
| 3º       | México         | -                    | 2 (1999, 2003) | 1 (2015)       | 1 (2011)       |
| 4º       | Canadá         | -                    | 1 (2011)       | -              | -              |
| 5º       | Alemania       | -                    | -              | 2 (2003, 2007) | -              |
| 6º       | Suecia         | -                    | -              | 1 (1999)       | 1 (2007)       |
| 7º       | Francia        | -                    | -              | -              | 2 (2003, 2015) |
| 8º       | Italia         | -                    | -              | -              | 1 (1999)       |